# Albert Engström
Albert Engström (Lönnenberga, 12 maggio 1869 – Stoccolma, 16 novembre 1940) è stato un disegnatore e scrittore svedese.
Iniziati gli studi umanstici all'Università di Uppsala, li abbandonò per dedicarsi al disegno, fu discepolo di Carl Larsson e poi professore all'Accademia di Belle Arti di Stoccolma.
Nel 1897 fondò il giornale umoristico Strix, nel quale apparvero le sue vivaci caricature di personaggi da lui osservati nella realtà che lo circondava. Ritrasse figure di ogni ceto sociale, ma soprattutto pescatori, cacciatori e contadini, la stessa umile gente che popola i suoi racconti umoristici.

## Racconti
- Avventure e capricci (1908)
- Inchiostro e acqua di mare (1914)
- Racconti riuniti (1915)